# Яблониця Польська
Яблониця Польська (пол. Jabłonica Polska) — замішанське село у Підкарпатському воєводстві Республіка Польща, Березівського повіту, гміна Гачув. Населення — 1096 осіб (2011).

## Розташування
Село розташоване на берегах річки Малинівка — правої притоки Віслоку, біля підніжжя Низьких Бескидів.
Повз село пролягає державна шосейна дорога № 19 Ряшів — Барвінок.

## Населення
Демографічна структура станом на 31 березня 2011 року:
|          | Загалом | Допрацездатний вік | Працездатний вік | Постпрацездатний вік |
| -------- | ------- | ------------------ | ---------------- | -------------------- |
| Чоловіки | 544     | 116                | 378              | 50                   |
| Жінки    | 552     | 111                | 323              | 118                  |
| Разом    | 1096    | 227                | 701              | 168                  |

## Назва
У 1848 році до назви було додано додаток «Польська» задля вирізнення від інших сіл з аналогічною назвою.

## Історія
Першу згадку про село датується 1432 роком, русинське населення було закріпачене за німецьким правом. З X століття була дерев'яна церква. У 1791 році зведена церква святих Косми і Деміяна.
До 1772 року село входило до складу Сяноцької землі Руського воєводства Речі Посполитої. З 1772 до 1914 року — у межах Березівського повіту Королівства Галичини та Володимирії монархії Габсбургів (з 1867 року Австро-Угорщини). З 1914 до 1939 років — Березівський повіт Львівського воєводства Польської Республіки.
У 1900 році в селі мешкало 1030 осіб, з них 692 греко-католики, 310 римокатоликів і 28 юдеїв, але розпарцелювання земель панського маєтку на початку XX століття на користь прибулих поляків змінило національні та віросповідні пропорції населення. Під час першої світової війни було спалено 60 господарств.
У 1939 році в селі мешкало 1140 осіб, з них 500 українців, 620 поляків, 20 євреїв.
До 1930 року парафія належала до Сяніцького деканату, у 1930—1945 роках — до Риманівського деканату. Метричні книги велися з 1784 року.
У 1975-1998 роках село належало до Кросненського воєводства.

## Пам'ятки
- Костел — колишня церква святих Косми і Деміяна.